# Вишньовка (Сарикольський район)
Вишньо́вка (каз. Вишнёвый) — село у складі Сарикольського району Костанайської області Казахстану. Входить до складу Севастопольського сільського округу.
Населення — 56 осіб (2021; 241 у 2009, 320 у 1999, 385 у 1989).